# ブルーノ・ヘラー
ブルーノ・ヘラー（Bruno Heller、1960年 - ）は、イングランドの脚本家、プロデューサー、監督である。HBOの『ROME［ローマ］』、CBSの『メンタリスト』、フォックスの『GOTHAM/ゴッサム』のクリエイターとして知られている。

## 生い立ちと私生活
父は同じく脚本家のルーカス・ヘラーである。
1993年に当時のHBOのシニア・バイス・プレジデントのミランダ・フィリップス・カウリーと結婚した。